# Eutreta
Eutreta este un gen de muște din familia Tephritidae.

## Specii[1]
- Eutreta aczeli
- Eutreta angusta
- Eutreta apicalis
- Eutreta apicata
- Eutreta brasiliensis
- Eutreta caliptera
- Eutreta christophe
- Eutreta coalita
- Eutreta decora
- Eutreta diana
- Eutreta distincta
- Eutreta divisa
- Eutreta eluta
- Eutreta fenestra
- Eutreta fenestrata
- Eutreta frontalis
- Eutreta frosti
- Eutreta hespera
- Eutreta intermedia
- Eutreta jamaicensis
- Eutreta latipennis
- Eutreta longicornis
- Eutreta margaritata
- Eutreta mexicana
- Eutreta novaeboracensis
- Eutreta obliqua
- Eutreta oregona
- Eutreta parasparsa
- Eutreta patagiata
- Eutreta pollinosa
- Eutreta rhinophora
- Eutreta rotundipennis
- Eutreta simplex
- Eutreta sparsa
- Eutreta xanthochaeta